# Nemesia annaba
Nemesia annaba (лат.) — вид пауков рода Nemesia из семейства Nemesiidae (Mygalomorphae). Эндемик Алжира.

## Этимология
Видовое название «annaba» дано по месту обнаружения типовых экземпляров.

## Описание
Пауки среднего размера, длиной около 1,3—2,3 см, оранжево-коричневые. Имея схожий тип рисунка спинной части брюшка, N. annaba напоминает два южноевропейских вида, N. congener O. Pickard-Cambridge, 1874 и N. dubia O. Pickard-Cambridge, 1874. Форма пальпального органа (снабжённого умеренно длинным, сужающимся и постепенно изогнутым эмболом) у N. annaba также напоминает соответствующие структуры у двух последних видов, но отличается от них в деталях: у нового вида эмбол заметно толще и больше сужается к вершине, чем у N. congener, а узкая дистальная часть эмбола у N. annaba кажется значительно длиннее, чем у N. dubia. Форма сперматек у N. annaba похожа на таковую у N. tanit. Однако представители N. annaba имеют нормально развитые задние срединные паутинные бородавки PMS (PMS — posterior median spinnerets) с многочисленными выступами, тогда как у N. tanit PMS заметно редуцированы. Цвет в спирте: карапакс, хелицеры, щупики и ноги светло-охряно-коричневые, с более тёмным коричневым наличником, Н-образной областью на карапаксе и всех бёдрах; глазной бугорок коричневато-чёрный; стернум, губа, максиллы и тазики ног интенсивно коричневато-жёлтые; вентральная поверхность брюшка и PLS светло-коричневато-желтые; спинная часть брюшка светло-охряно-коричневая с коричневым рисунком, состоящим из обширного затемнения спереди, прерывистой и размытой осевой полосы посередине и нескольких пар широко расставленных боковых шевронов сзади.

## Таксономия и этимология
Вид был впервые описан в 2019 году израильским арахнологом Сергеем Зонштейном (The Steinhardt Museum of Natural History, Israel National Center for Biodiversity Studies, Тель-Авивский университет, Израиль).

## Распространение
Алжир, вилайет Аннаба: окрестности Аннабы (на этикетке голотипа и паратипов указано «Bône»; 36°54′N 7°46′E), другие данные отсутствуют, вероятно собраны в 1882—1885 годах, E. Simon (MNHN 292/AR4485, Muséum National d’Histoire naturelle, Париж).